# Bertry
 Bertry  es una población y comuna francesa, en la región de Norte-Paso de Calais, departamento de Norte, en el distrito de Cambrai y cantón de Clary.

## Demografía
| 2657 | 2526 | 2295 | 2089 | 2119 | 2257 |
| Para los censos de 1962 a 1999 la población legal corresponde a la población sin duplicidades (Fuente: INSEE [Consultar]) |      |      |      |      |      |